# Persone di nome Leonel
| Questa pagina contiene informazioni ricavate automaticamente dalle voci biografiche con l'ausilio del template Bio e di un bot. L'aggiornamento è periodico e automatico e ricostruisce completamente la pagina. Se manca una persona in questa lista, sei pregato di non aggiungerla, ma accertati piuttosto che la sua voce biografica contenga il template Bio e che i dati anagrafici siano correttamente compilati. Se il template Bio manca, inseriscilo tu stesso o, in alternativa, metti l'avviso {{tmp\|Bio}} che ne segnala la mancanza. Se i dati riportati sono sbagliati, correggi direttamente la voce biografica; le modifiche saranno visibili in questa lista entro pochi giorni. Per chiarimenti vedi il progetto antroponimi. La lista contiene solo le 55 persone che sono citate nell'enciclopedia e per le quali è stato implementato correttamente il template Bio. Pagina aggiornata al 16 ott 2024. |

Questa è una lista di persone presenti nell'enciclopedia che hanno il prenome Leonel, suddivise per attività principale.

## Allenatori di calcio(4)
- Leonel Álvarez, allenatore di calcio e ex calciatore colombiano (Remedios, n. 1965)
- Leonel Cárcamo, allenatore di calcio e ex calciatore salvadoregno (Usulután, n. 1965)
- Leonel Pontes, allenatore di calcio portoghese (Machico, n. 1972)
- Leonel Rocco, allenatore di calcio e ex calciatore uruguaiano (Montevideo, n. 1966)

## Calciatori(38)
- Jonás Aguirre, calciatore argentino (Firmat, n. 1992)
- Leonel Altobelli, ex calciatore argentino (Presidencia Roque Sáenz Peña, n. 1986)
- Leonel Alves, calciatore andorrano (Andorra la Vella, n. 1993)
- Leonel Bontempo, calciatore argentino (Buenos Aires, n. 1992)
- Leonel Bucca, calciatore argentino (Esperanza, n. 1999)
- Leonel Conde, calciatore uruguaiano (Montevideo, n. 1936 - † 2001)
- Leonel Contreras, ex calciatore cileno (n. 1961)
- Leonel Di Plácido, calciatore argentino (Buenos Aires, n. 1994)
- Leonel Duarte, ex calciatore cubano (Camagüey, n. 1987)
- Leonel Ferroni, calciatore argentino (Rosario, n. 1996)
- Leonel Galeano, calciatore argentino (Miramar, n. 1991)
- Leonel Gancedo, ex calciatore argentino (Buenos Aires, n. 1971)
- Leonel González, calciatore argentino (Concordia, n. 1994)
- Leonel Guevara, calciatore salvadoregno (San Alejo, n. 1983)
- Leonel Hernández, ex calciatore costaricano (Cartago, n. 1943)
- Leonel Herrera, ex calciatore cileno (Tierra Amarilla, n. 1948)
- Leonel Herrera Silva, ex calciatore cileno (Santiago del Cile, n. 1971)
- Leonel Justiniano, calciatore boliviano (Santa Cruz de la Sierra, n. 1992)
- Leonel López, calciatore messicano (Zacoalco de Torres, n. 1994)
- Leonel Miranda, calciatore argentino (Avellaneda, n. 1994)
- Leonel Moreira, calciatore costaricano (Heredia, n. 1990)
- Leonel Mosevich, calciatore argentino (Lomas de Zamora, n. 1997)
- Leonel Noriega, calciatore guatemalteco (Cobán, n. 1975)
- Leonel Núñez, ex calciatore argentino (Buenos Aires, n. 1984)
- Leonel Olímpio, ex calciatore brasiliano (Jaguariaíva, n. 1982)
- Leonel Parris, calciatore panamense (Panama, n. 1989)
- Leonel Picco, calciatore argentino (Mendoza, n. 1999)
- Leonel Pilipauskas, ex calciatore uruguaiano (Montevideo, n. 1975)
- Leonel Quiñónez, calciatore ecuadoriano (Esmeraldas, n. 1993)
- Leonel Reyes, calciatore boliviano (La Paz, n. 1976)
- Leonel Ríos, ex calciatore argentino (Buenos Aires, n. 1982)
- Leonel Rivas, calciatore argentino (Rosario, n. 1998)
- Leonel Saint-Preux, calciatore haitiano (Cap-Haïtien, n. 1985)
- Leonel Sánchez, calciatore e allenatore di calcio cileno (Santiago del Cile, n. 1936 - Santiago del Cile, † 2022)
- Leonel Strumia, calciatore argentino (Villa Nueva, n. 1992)
- Leonel Vangioni, calciatore argentino (Villa Constitución, n. 1987)
- Leonel Vielma, ex calciatore venezuelano (Mérida, n. 1978)
- Leonel Wamba, calciatore camerunese (Foréké-Dschang, n. 2002)

## Cestisti(2)
- Leonel Batista, ex cestista cubano (Camagüey, n. 1986)
- Leonel Paulo, cestista angolano (Luanda, n. 1986)

## Compositori(1)
- Leonel Power, compositore inglese († 1445)

## Mezzofondisti(1)
- Leonel Manzano, ex mezzofondista statunitense (Dolores Hidalgo, n. 1984)

## Multiplisti(1)
- Leonel Suárez, multiplista cubano (Santiago di Cuba, n. 1987)

## Musicisti(1)
- Edmundo Rivero, musicista, compositore e chitarrista argentino (Valentín Alsina, n. 1911 - Buenos Aires, † 1986)

## Pallanuotisti(1)
- Leonel Gabriel, pallanuotista uruguaiano (Montevideo, n. 1919 - † 2005)

## Pallavolisti(1)
- Leonel Marshall, pallavolista cubano (L'Avana, n. 1979)

## Poeti(1)
- Leonel Rugama, poeta e rivoluzionario nicaraguense (Valle de Matapalo, n. 1949 - Managua, † 1970)

## Politici(3)
- Leonel Mário d'Alva, politico saotomense (n. 1935)
- Leonel Fernández, politico, avvocato e scrittore dominicano (Santo Domingo, n. 1953)
- Leonel Brizola, politico brasiliano (Carazinho, n. 1922 - Rio de Janeiro, † 2004)

## Tiratori a segno(1)
- Leonel Martínez, tiratore a segno venezuelano (n. 1963)